# Chipper Jones
Larry "Chipper" Wayne Jones Jr., (DeLand, Florida, 24 de abril de 1972) es un exTercera base y Jardinero izquierdo estadounidense de los Atlanta Braves. Actualmente es  entrenador de los Atlanta Braves.
Considerado como uno de los mejores jugadores de la historia del equipo junto a Hank Aaron y uno de los mejores tercera base de la historia de las Mayores, debido primordialmente a su potencial ofensivo constante y poderoso.

## Inicios en el béisbol
Creció en Pierson, Florida, donde desde muy niño destacó en el mundo del béisbol jugando en las ligas menores de Macon, Ga., Greenville, Richmond, Va., Durham, N.C. and Bradenton, Fla. En el año de 1990 logró consagrarse como el Jugador Más Valioso (MVP) de la Secundaria de Jacksonville.
Su gran oportunidad la obtuvo el año de 1990 con los Atlanta Braves (Bravos de Atlanta), equipo de las grandes ligas que lo eligió como su primer “pique”, logrando debutar en 1993 en un par de juegos de las Grandes Ligas.

## Debut en grandes ligas
En 1994 estaba previsto que debutara como estelar del equipo como campo corto, pero una lesión le impidió jugar toda la temporada. En 1995 debutó con los Bravos de Atlanta como su tercera base oficial, logrando impresionantes resultados: 2.º. Lugar en la votación del novato del año para la Liga Nacional en una controvertida y disputada votación donde el ganador resultó ser el lanzador Japonés Hideo Nomo, de Los Angeles Dodgers. Sin embargo en su año de novato logró participar en la Serie Mundial y ganar el primer campeonato de Serie Mundial para los Braves, teniendo como sede la ciudad de Atlanta.

## Jugador más valioso
El año de 1999 fue muy importante para él tanto en el terreno personal como profesional, pues se vio involucrado en un sonado proceso de divorcio. Después del escándalo, muchos pensaron que sería el peor año para él debido a sus problemas personales. Increíblemente tuvo una temporada extraordinaria con un promedio de .319, 45 HR y 110 RBI, logrando obtener el premio al Jugador Más Valioso (MVP) de la Liga Nacional y el Slugger de Plata. Entre otros logros alcanzados ese año están el de haber roto el récord del mítico Mickey Mantle de más cuadrangulares producidos por un bateador de ambas manos en la Liga Nacional, el primer jugador de las Grandes Ligas en tener un promedio de .300 o más, 100+ carreras impulsadas, 40+ dobles, 40+ cuadrangulares, 20+ bases robadas.

## Vida personal
En el año 2000 se casó con Sharon Logonov, con la cual tiene tres hijos llamados: Larry “Trey” Wayne Jones Jr. III, Tristen y Shea. Anteriormente tuvo un matrimonio el cual fracasó después de un sonado escándalo donde Chipper reconoció públicamente una infidelidad con una mesera de Hooters a su entonces esposa, Karin, producto de esta infidelidad tiene un hijo, llamado Matthews.
Entre sus aficiones están el de ir de pesca, cazar y pasar ratos en su rancho con su familia.

## Logros y reconocimientos
Ha participado en gran cantidad de juegos de estrellas debido a su popularidad y excelentes resultados, que lo han colocado entre los mejores tercera base de la historia del béisbol.
En el 2006 participó en el Primer Clásico Mundial de Béisbol, en el denominado "Dream Team" de Estados Unidos. Equipo que tuvo una participación mediocre. Sin embargo, a pesar de este fracaso colectivo, Chipper Jones brilló como el mejor jugador del equipo, logrando sendos cuadrangulares y dobletes que al final no fueron suficientes. Esto a pesar de iniciar como jugador designado en la mayoría de los juegos, y no tener una posición fija en el terreno. Además fue designado como cuarto bate del equipo, cuyas estadísticas individuales respaldan esta decisión debido al poderío demostrado.
Se espera que antes de finalizar su carrera rompa muchos récords más, lo cual lo perfila como un candidato al Salón de la Fama de las Grandes Ligas.
- 3 Base del Primer "Dream Team" del Baseball para el Campeonato Mundial de Béisbol en Puerto Rico 2006.
- Jugador Más Valioso de la Liga Nacional 1999.
- Novato del Año de la Liga Nacional Sport Illustrated.
- 2.º Lugar como Novato del Año de la Liga Nacional.
- 2 Bates de Plata.
- 5 Juegos de las Estrellas.
- 10 veces nominado al Jugador Más Valioso de la Liga Nacional.
- 8 temporadas consecutivas alcanzando 100+ carreras impulsadas.
- 11 títulos de división, 3 títulos de Liga Nacional y 1 título de Serie Mundial con los Bravos de Atlanta.

## Equipos
- Atlanta Braves (1993-2012)